# 2 cm FlaK 30
2 cm FlaK 30/38 (нем. 2 cm Flugzeugabwehrkanone 30/38 — 2-см зенитная пушка образца 1930/1938 года) — немецкие 20-мм автоматические зенитные орудия, разработанные фирмами «Рейнметалл»/«Маузер» соответственно.

## История

### 2 cm FlaK 30
Зенитная автоматическая пушка 2 cm FlaK 30 разработана фирмой «Рейнметалл» в 1930 году, в вермахт пушки стали поступать с 1934 года. Первое боевое испытание прошли в ходе гражданской войны в Испании — в составе зенитного подразделения F/88 германского легиона «Кондор», где показали себя положительно благодаря своему сравнительно малому весу, простоте устройства, и возможности быстрой разборки и сборки.
Перед началом Второй мировой войны, в начале 1939 года каждой пехотной дивизии вермахта по штату полагалось 12 20-мм зенитных орудий FlaK 30 или FlaK 38.
В ходе Второй мировой войны 2 cm FlaK 30 применялись в качестве зенитных орудий и для ведения огня по наземным целям (в том числе и для поражения легкобронированной техники: лёгких танков, танкеток, бронетранспортёров, бронеавтомобилей и т. п.). Для этого в боекомплекте пушки помимо патрона с калиберным бронебойным снарядом PzGr 39 (масса патрона 0,33 кг, V0 =830 м/с) имелся патрон с бронебойным подкалиберным снарядом (БПС) PzGr 40, масса патрона 0,285 кг, масса снаряда 0,10 кг, V0 =900 м/с.
Также, к моменту начала кампании во Франции, зенитные пушки Flak 30, уже имели сборные бронещиты толщиной 6 мм для защиты от расчёта пушки от стрелкового оружия противника. Щит собирался из многих элементов с помощью гаек-барашков и клёпки, и крепился к станине пушки. Щит для ствола (КЧ) и наводчика были отдельными и устанавливались отдельно от основного бронещита.
Орудия использовались до окончания Второй мировой войны.

### 2 cm FlaK 38

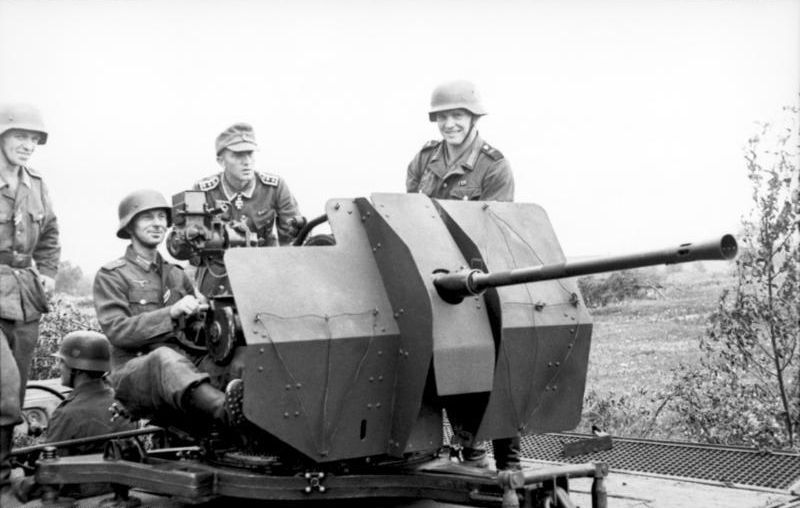
2 cm FlaK 38 на Восточном фронте, июнь 1943 года.

В 1938 году исходя из результатов боевого применения в Испании фирма «Маузер» провела модернизацию 2 cm FlaK 30 — модернизированный образец получил обозначение 2 cm FlaK 38 и был принят на вооружение вермахта..
Новая установка имела ту же баллистику и боеприпасы, обе пушки устанавливались на однотипных лёгких колёсных лафетах, обеспечивающим в боевом положении круговой обстрел с наибольшим углом возвышения 90°. Изменения в лафетах были минимальные — в частности для 2 cm FlaK 38 была введена вторая скорость в ручных приводах наведения. В основном все изменения в модернизированном орудии были направлены на увеличение темпа стрельбы, который возрос с 240-280 выстр./мин. до 420-480 выстр./мин. Принцип действия механизмов автомата FlaK 38 остался прежним — использование силы отдачи при коротком ходе ствола. Увеличение темпа стрельбы было достигнуто за счёт уменьшения веса подвижных частей и увеличения их скоростей движения, в связи с чем были введены специальные буферы-амортизаторы. Кроме того, введение копирного пространственного ускорителя позволило совместить отпирание затвора с передачей ему кинетической энергии.
Благодаря своим неплохим ТТХ зенитные пушки 2 cm FlaK 38 породили множество модификаций для пехотных, горных, моторизованных и танковых частей вермахта и войск СС, с установкой на штатных и облегчённых лафетах или ЗСУ, в одноствольных, спаренных или счетверённых вариантах. Лафетные 20-мм зенитные установки FlaK 30 и FlaK 38 устанавливались на кораблях и подводных лодках немецкого военно-морского флота.
На 1 июня 1941 года в Люфтваффе числилось 12310 пушек обоих типов, а так же 2041 орудие находилось в Вермахте

## Описание
Зенитная установка оснащалась механическим вычислительным прицелом.
Установка была снабжена противооткатным устройством и магазинной подачей боеприпасов по 20 штук. При перевозке орудие помещалось на двухколёсном прицепе и закреплялось двумя кронштейнами и соединительным штифтом. Требовалось всего несколько секунд на то, чтобы удалить штифт, после чего зажимы ослаблялись, и систему вместе с лафетом можно было опускать на землю.

## Варианты и модификации

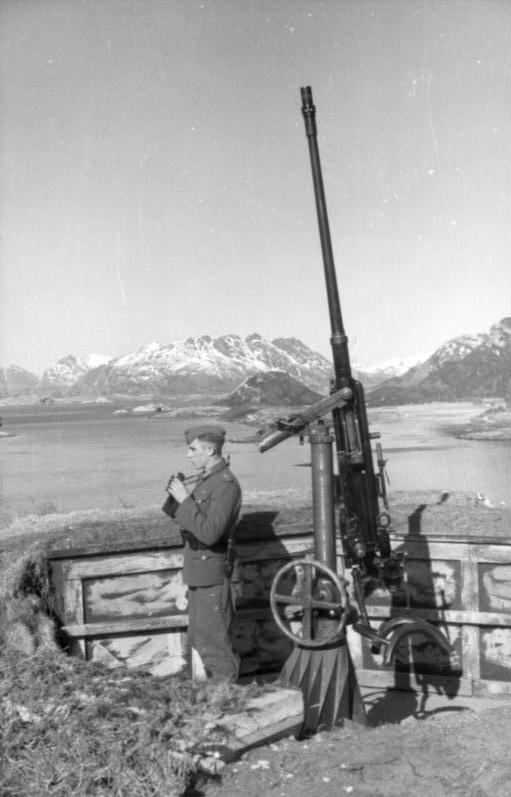
2 cm FlaK C/30 береговой зенитной батареи. Будё. Осень 1943 года

### 2 cm FlaK 30
- 2 cm FlaK 30 — буксируемое зенитное орудие на колёсном лафете для сухопутных войск;
- 2 cm FlaK C/30 — корабельное зенитное орудие на тумбе-лафете C/35 (нем. Lafette C/35);
- 2 cm KwK 30 — танковая автоматическая пушка. Имела изменённый ствол (утолщён почти по всей длине и уменьшена длина на 5 калибров) и многие мелкие изменения в устройстве тела пушки, связанные в основном с особенностями использования пушки внутри танков и бронемашин. Для использования в бронетехнике был разработан специальный уменьшенный магазин на 10 выстрелов, вместо штатного на 20.
- G-Wagen I (E) leichte FlaK — зенитная установка на железнодорожной платформе. Производство начато в 1941 году, в дальнейшем разработаны два стандартизованных варианта: G-Wagen I (E) leichte FlaK и G-Wagen II (E) leichte FlaK. Использовались в составе бронепоездов, а также в качестве подвижных зенитных батарей[9].

### 2 cm FlaK 38
- 2 cm FlaK 38 — буксируемое зенитное орудие на колёсном лафете для сухопутных войск;
- 2 cm Gebirgs-FlaK 38  — зенитное орудие для горных частей на облегчённом лафете, обеспечивающим транспортировку орудия «вьючным» способом;
- 2 cm FlaK C/38 — корабельное тумбовое зенитное орудие;
- 2 cm FlaK-Zwilling 38 — корабельная тумбовая спаренная зенитная установка;[5]
- 2 cm FlaK-Vierling 38 — счетверённая универсальная зенитная установка;[6]
- 2 cm FlaK 38 на шасси Sd.Kfz. 251 — некоторое количество этих машин было построено на шасси переоборудованных бронетранспортёров Sd.Kfz. 251, они использовалось в 1942—1944 гг. в вермахте и люфтваффе на Восточном фронте и на оккупированной территории СССР. На вооружение они официально приняты не были и потому официального наименования не имели;[10]
- Sd.Kfz. 251/17 — зенитная самоходная установка на шасси бронетранспортёра Sd.Kfz. 251 Ausf. D, в котором 20-мм зенитная пушка Flak 38 установлена в десантном отделении. Производство и боевое применение продолжалось в 1944—1945 гг[11].
- Flakpanzer 38(t) — зенитная самоходная установка на шасси танка Pz.Kpfw.38(t)
- Flakpanzer IV «Wirbelwind» — счетверённая зенитная самоходная установка на шасси танка PzKpfw IV
- G-Wagen II (E) leichte FlaK — зенитная установка на железнодорожной платформе. Использовались в составе бронепоездов, а также в качестве подвижных зенитных батарей[9].

## Страны-эксплуатанты
- Нацистская Германия — орудие принято на вооружение люфтваффе и начало поступать на вооружение в 1934 году, в дальнейшем использовалось во всём вермахте: сухопутных войсках, люфтваффе и кригсмарине;
- Болгария — в 1939 году орудия начали поступать на вооружение болгарской армии, использовались под наименованием Флак 30 «Райнметал» М 1934. После перехода Болгарии на сторону Антигитлеровской коалиции, орудия перешли на вооружение Болгарской Народной армии и использовались в боевых действиях 1944—1945 гг. против немецких войск[12];
- Финляндия — в 1939—1943 годах 163 орудия поставлены из Германии для финской армии, использовались под наименованием 20 ItK/30 и 20 ItK/38[13];
- Литва — в 1939 году 150 шт. закуплено в Германии, использовались вооружёнными силами Литвы под наименованием 20 mm LAP;
- СССР — при присоединении Литвы, Советскому Союзу достались все имевшиеся в Литве орудия и их тягачи. Одно из таких орудий находится в экспозиции ЦМВС. Некоторое количество трофейных орудий захваченных в ходе Великой Отечественной войны и эпизодически использовавшиеся в РККА.
- Италия — в 1940 году орудия начали поступать на вооружение итальянских войск, использовались под наименованием 20/65 Mod. 30/38

Кроме того, эти орудия в достаточно больших количествах фирма «Рейнметалл» экспортировала в Голландию и Китай.